# Hadena ochrefusa
Hadena ochrefusa är en fjärilsart som beskrevs av Edward Alfred Cockayne 1952. Hadena ochrefusa ingår i släktet Hadena och familjen nattflyn. Inga underarter finns listade i Catalogue of Life.